# 宏都阿里山公司
宏都阿里山國際開發股份有限公司，簡稱宏都阿里山公司，是台灣一間以旅遊、娛樂、旅館和餐飲等休閒相關事業為主要業務的公司，由宏都建設（已更名為豐謙建設）轉投資成立。

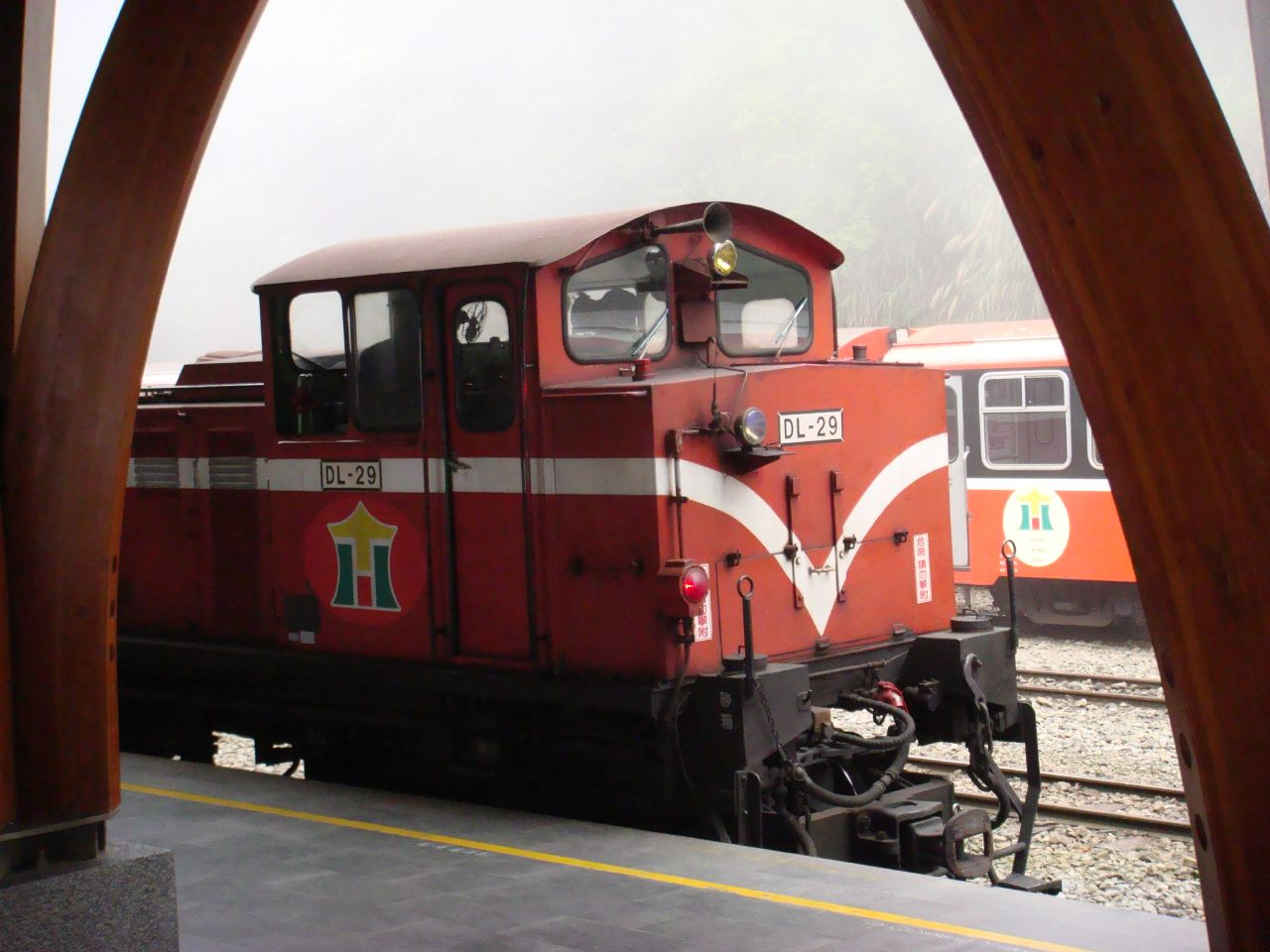
車身繪上宏都阿里山公司標誌的林鐵機車與車廂

## 歷史

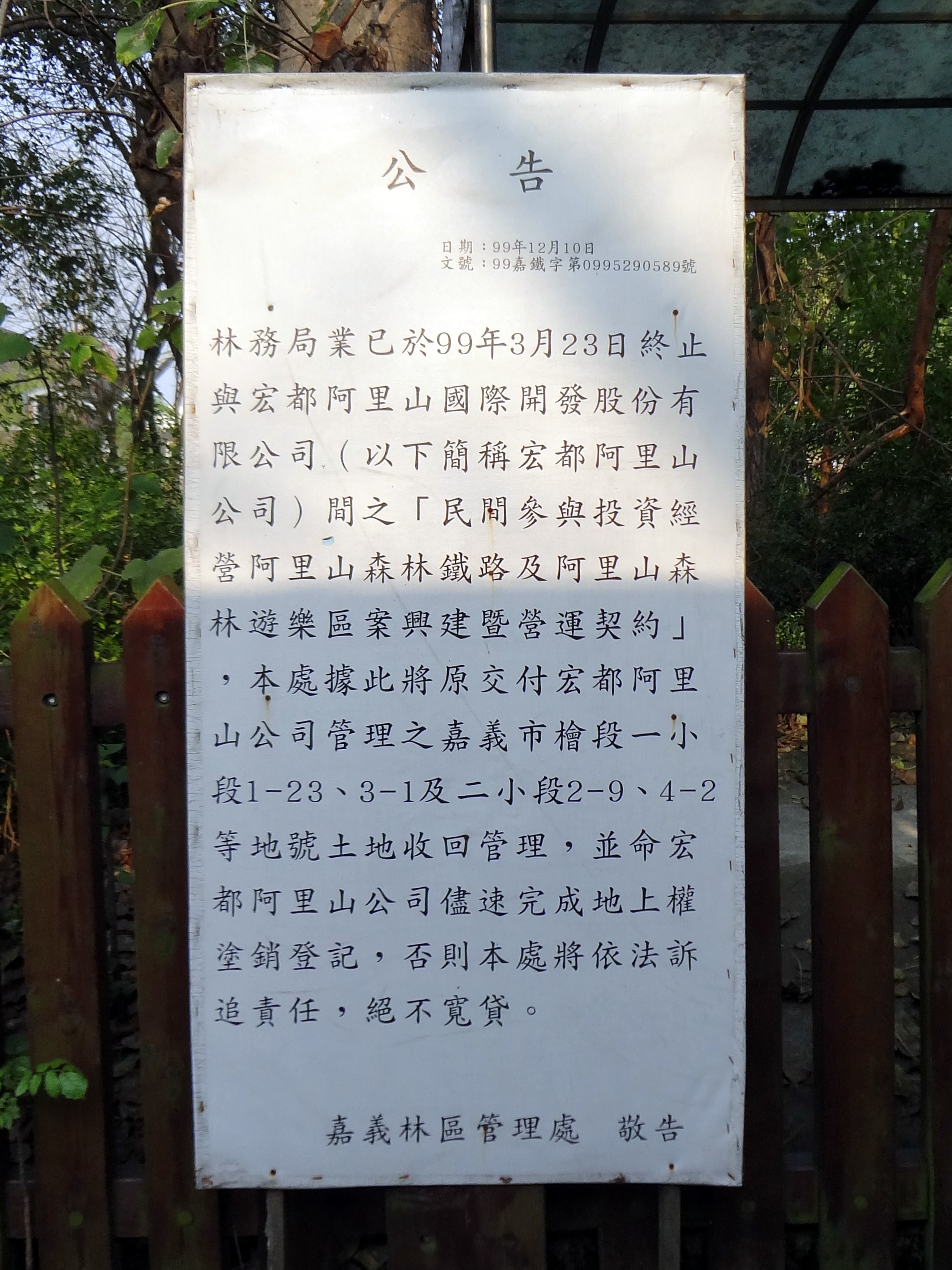
林務局嘉義林區管理處公告將阿里山麗星北門大飯店土地收回管理

2006年2月，宏都建設轉投資成立宏都阿里山公司，總部與宏都建設同樣位於嘉義市。
2006年6月19日，行政院農業委員會林務局與宏都阿里山公司簽訂《民間參與投資經營阿里山森林鐵路及阿里山森林遊樂區案興建暨營運契約》，林務局委託宏都阿里山公司經營阿里山森林鐵路及阿里山森林遊樂區部分業務。
2008年6月19日，林務局將阿里山森林鐵路以BOT模式移交宏都阿里山公司經營。但宏都阿里山公司營運期間，阿里山森林鐵路多次因為災害受損，宏都阿里山公司並未依契約規定進行修復，林務局遂依契約於2010年3月23日終止委託宏都阿里山公司辦理阿里山森林鐵路營運維護等全部契約。
2013年6月27日，臺灣嘉義地方法院一審判決，由於宏都阿里山公司違約，宏都阿里山公司應無償移轉建於阿里山森林鐵路北門車站原址的阿里山麗星北門大飯店給林務局。宏都阿里山公司對一審判決不服，提起上訴。
2016年5月26日，臺灣高等法院臺南分院二審判決林務局敗訴，林務局終止契約確定為無效，從而契約關係仍存在，雙方應繼續履行BOT契約標的。林務局對二審判決不服，提起上訴。
2021年7月29日，經台灣高等法院台南分院調解，宏都阿里山公司與林務局獲得和解共識，由林務局給付約新台幣7.58億元向宏都阿里山公司價購取得北門車站飯店，並塗銷地上權登記，退還風災後未能履約的開發權利金及履約保證金剩餘款約新台幣0.72億元。
2022年5月10日，宏都阿里山公司解散。